# Кутателадзе, Гурам Аполлонович
Гура́м Аполло́нович Кутатела́дзе (груз. გურამ (ხიტა) ქუთათელაძე; 29 марта 1924, Тбилиси — 29 ноября 1979, Тбилиси, Грузинская ССР) — советский грузинский живописец, член Союза художников СССР, заслуженный художник Грузинской ССР, лауреат Государственной премии Грузинской ССР имени Шота Руставели.

## Биография
Гурам родился в Тифлисе в семье художника Аполлона Кутателадзе и врача, Веры Георгиевны Мегреладзе.
Его старший брат Тариэл (1921 - ) станет впоследствии архитектором и преподавателем Тбилисской государственной академии художеств.
По окончании средней школы он поступил в Московский художественный институт имени В. Сурикова, где обучался живописи с 1940 по 1942 год.
С 1942 по 1946 год обучался в Тбилисской государственной академии художеств в ателье Давида Какабадзе.
В 1946 году он возвращается в Московский художественный институт, где его преподавателем является Александр Александрович Осмёркин, участвувавший с 1914 года в выставках «Бубнового валета» — группы московских живописцев, которых именовали «русскими сезанистами».
Основная тема творчества Гурама Кутателадзе - пейзажи Грузии в различные времена года, но излюбленной темой всегда оставалась осень.
Значительное место в творчестве живописца занимает натюрморт: ваза с цветами, тарелка с фруктами.
Последними в творчестве художника стали картины серии Пиросмани, они отличаются от предыдущих работ не только по сюжету, но и по цветовой гамме.
Одна из его учениц - талантливая художница с особым почерком - Дарико Беридзе.

###### Произведения Гурама Кутателадзе находятся в коллекциях
- Грузинского национального музея[6]
- Сборнике грузинского патриархата;
- Музея Востока, Москва , Россия ;
- Музея изобразительнх искусств имени А.С. Пушкина (Москва) ;
- Музея Людвига Кельн, Германия

а также в частных коллекциях.

## Выставки
1983 - Москва, Грузинская советская графика. Керамические грузинские изделия художественные. Грузинская советская живопись